# 김미선 (모델)
김미선 (1988년 2월 27일 ~ )은 대한민국의 여자 모델이다.

## 학력
- 동덕여자대학교 졸업